# Xian de Guangze
Le xian de Guangze (光泽县 ; pinyin : Guāngzé Xiàn) est un district administratif de la province du Fujian en Chine. Il est placé sous la juridiction de la ville-préfecture de Nanping.

## Démographie
La population du district était de 149 269 habitants en 1999.